# Luis Durnwalder
Luis Durnwalder (ur. 23 września 1941 w Falzes) – włoski polityk niemieckojęzyczny związany z Tyrolem Południowym, rolnik i prawnik, prezydent autonomicznej prowincji Bozen-Südtirol (1989–2014) i prezydent regionu Trydent-Górna Adyga (2004–2006, 2008–2011).

## Życiorys
Studiował nauki rolnicze w Wiedniu i Florencji, a także prawo na Uniwersytecie Wiedeńskim i na Uniwersytecie w Innsbrucku. Pracował jako nauczyciel w szkołach różnych szczebli w Brunico i Bolzano. Od 1968 do 1979 był dyrektorem stowarzyszenia południowotyrolskich rolników (Südtiroler Bauernbundes), redagował także prasę branżową. Został działaczem Południowotyrolskiej Partii Ludowej.
W latach 1969–1973 pełnił funkcję burmistrza Falzes (Pfalzen). Później do 1978 był asesorem w rządzie regionalnym. Następnie zajmował stanowiska w instytucjach rolnych. W 1989 stanął na czele władz wykonawczych autonomicznej prowincji Bozen-Südtirol (jako jej landeshauptmann). Od tego czasu był powoływany na ten urząd na kolejne kadencje, sprawując go do 2014.
Od 2004 do 2006 jednocześnie zajmował stanowisko prezydenta regionu Trydent-Górna Adyga. W latach 2008–2011 po raz drugi pełnił tę funkcję.

## Odznaczenia
- Wielka Złota Odznaka Honorowa na Wstędze Odznaki Honorowej za Zasługi dla Republiki Austrii (Austria, 1999)[1]
- Srebrny Order Wolności Republiki Słowenii (2004)[2]
- St. Georgs-Orden (Dom Habsbursko-Lotaryński)[3]